# Splinter (voorwerp)

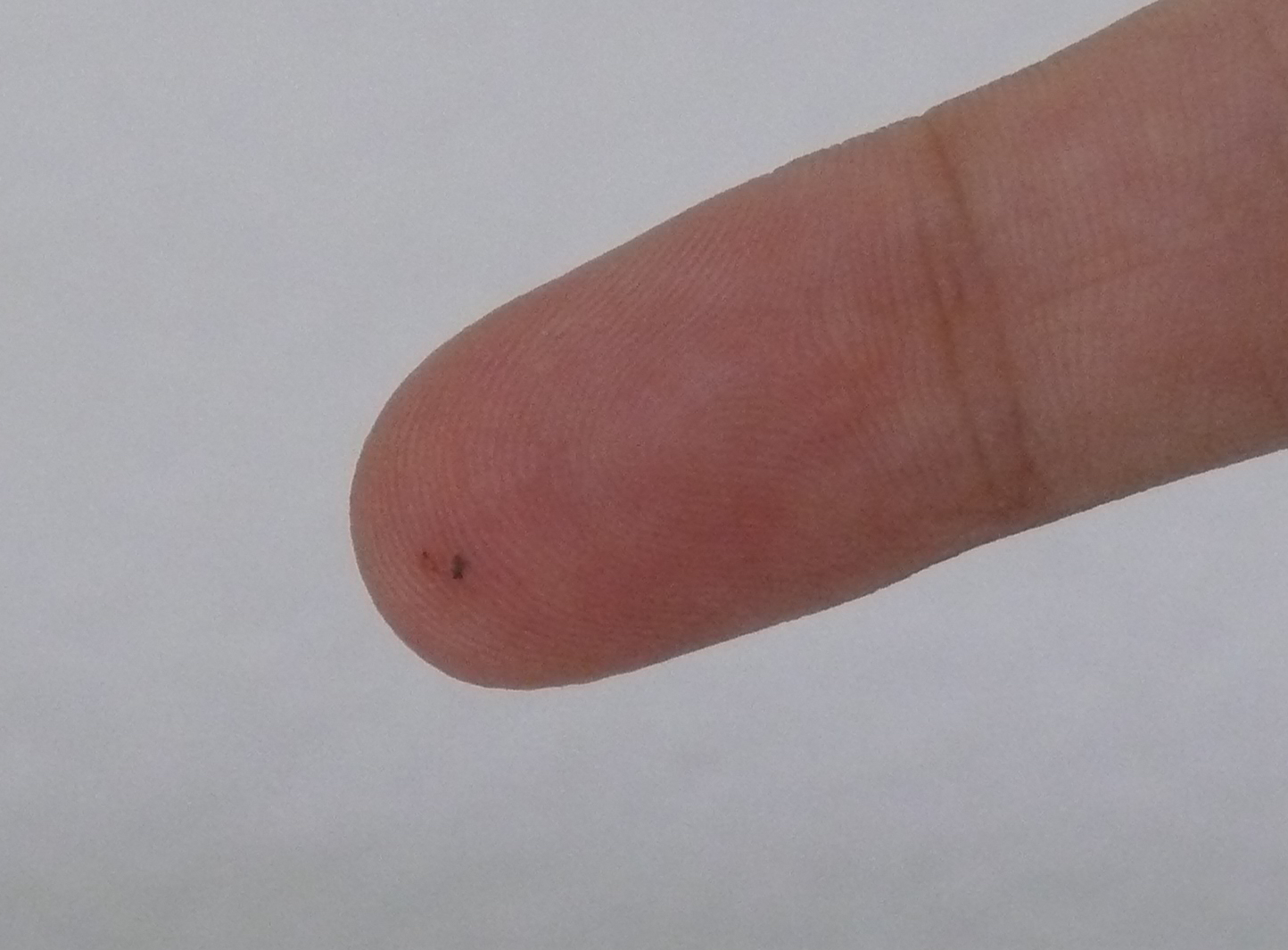
Splinter in vinger

Een splinter is een "afgesprongen deeltje". 
Een scherp stukje hout, been (bot), metaal of glas kan een splinter zijn. Het kenmerk van een splinter is dat het klein is en scherpe kanten of een punt heeft. Een splinter kan daardoor gemakkelijk de huid of een oog binnendringen. Vaak kan zo'n splinter weer verwijderd worden zonder problemen, maar soms leidt het tot permanente schade.
Splinters laten vaak los of breken vaak af in de vezelrichting van bewerkt (bijvoorbeeld gezaagd) hout. Wanneer glas breekt worden de heel kleine stukjes scherp glas splinters genoemd. Wanneer hardmetalen (bijvoorbeeld stalen) voorwerpen elkaar hard raken (zoals een hamer op een aambeeld) kunnen er splinters en/of vonken afspringen. Een vonk is in feite een gloeiende splinter.
Bij grote houtsplinters spreekt men vaak van spaanders. Stukjes metaal ontstaan bij metaalbewerking noemt met spanen.

## Andere betekenissen
- Een kleine afsplitsing van een politieke partij heet een splinterpartij.
- Het uiteenvallen van een groot geheel in kleinere onderdelen heet versplintering.